# Родословие на Агилолфингите
Родословен списък на Агилолфингите (на немски: Agilolfinger) като херцози на Бавария от 6 до 8 век.
1. Гарибалд I, първият доказан херцог на Бавария, женен с Валдерада
1. Тасило I, херцог на Бавария
1. Гарибалд II, херцог на Бавария
1. Теодо I, херцог на Бавария, женен с Глайснод де Фриули
1. Ута
2. Лантперт, убиец на Свети Емерам от Регенсбург
2. Фара
3. Агилолф
1. Теодо II, херцог на Бавария, женен с Фолхайд
1. Теудеберт, херцог на Бавария, женен с Регинтруда
1. Гунтруда, омъжена с лангобардския крал Лиутпранд
2. Хугберт
2. Теобалд, херцог на Бавария, женен с Валтрата и Пилитруда
3. Гримоалд II, женен с Пилитруда
4. Тасило II, женен с Имма
1. Гримоалд
2. Сванхилда, омъжена с Карл Мартел
2. Гундоалд, херцог на Асти
1. Ариперт I, херцог на Асти
2. Гундперт
3. Гримоалд I
4. Теодолинда, омъжена с лангобардските крале Аутари и Агилулф
Понеже от тази линия няма други потомци, след смъртта на херцог Хугбертедна друга линия на Агилолфингите поема управлението на Херцогство Бавария.
1. Одило, женен с Хилтруда (дъщеря на Карл Мартел)
1. Тасило III, херцог на Бавария, женен с Луитперга, дъщеря на лангобардския крал Дезидерий; 788 от Карл Велики свален като херцог на Бавария и заточен в манастир.
1. Теодо III
2. Теудеберт
3. Котани
4. Ротруда
5. Гунтарий